# حضارة فيلانوفية

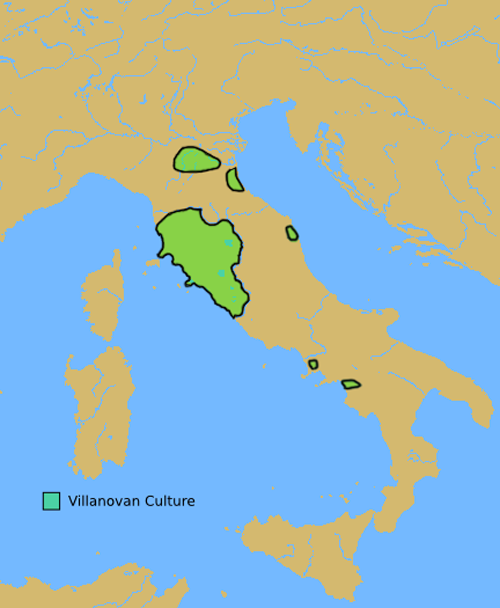
الثقافة الفيلانوفية 900 ق.م

كانت الحضارة الفيلانوية أول ثقافات العصر الحديدي في وسط وشمال إيطاليا، مباشرة بعد حضارة تيراماري من العصر البرونزي فاسحة المجال في القرن السابع قبل الميلاد لثقافة مستشرقة متأثرة بالتجار اليونان والتي أعقبها دون انقطاع حاد الحضارة الإتروسكانية. نشأت الثقافة والشعب الفيلانوفي من ثقافة أرنفيلد في أوروبا الشرقية. قدم الفيلانوفيون العمل بالحديد لشبه الجزيرة الإيطالية؛ كما مارسوا الحرق ودفن رماد موتاهم في الجرار الفخارية ذات الشكل المخروطي المزدوج المميزة.